# Блауэнштайнер, Эльфрида
Эльфрида Блауэнштайнер (нем. Elfriede Blauensteiner; 22 января 1931, Вена — 15 ноября 2003, Нойнкирхен, Нойнкирхен) — австрийская серийная убийца, вошла в историю австрийской криминологии как «Чёрная вдова».

## Убийства
Блауэнштайнер давала объявления, предлагая свои услуги по уходу за больными, и подыскивала своих жертв среди состоятельных клиентов. Она испытывала зависимость от азартных игр и нуждалась в финансовых средствах. После того, как её клиент отписывал ей своё имущество и недвижимость в наследство, она его убивала. Завещания она подделывала у своего адвоката. В качестве средства убийства Блауэнштайнер использовала эуглукон, понижающий уровень сахара в крови, в комбинации с антидепрессантами. Деятельность Блауэнштайнер в конечном итоге вызвала подозрение у племянника одной из жертв, который посчитал себя несправедливо обойдённым в завещании.
Первоначально в 1997 году Эльфрида Блауэнштайнер была признана судом виновной в убийстве в городе Кремсе и приговорена к пожизненному заключению. Затем в 2001 году состоялось ещё два процесса по обвинению в убийстве в Вене. Блауэнштайнер в ходе судебного рассмотрения отрицала свою вину и отличалась экстравагантным поведением. Блауэнштайнер умерла в 2003 году от последствий развившейся у неё опухоли головного мозга и была похоронена на кладбище при крематории в венском районе Зиммеринг.